# Rillieux-la-Pape
Rillieux-la-Pape è un comune francese di 30 140 abitanti situato nella metropoli di Lione della regione Alvernia-Rodano-Alpi.

## Società

### Evoluzione demografica
Abitanti censiti